# Geert Hüsstege (1929–2017)
Geert Hüsstege (Haaren, 5 februari 1929 - Haaren, 8 november 2017) was een Nederlands auteur, illustrator en fotograaf.
Hüsstege heeft verscheidene natuurboeken op zijn naam staan, waaronder enkele fauna’s. Hij bedacht een systeem om het herkennen van planten eenvoudiger te maken dat bovendien het plukken van vaak zeldzame bloemen en planten om ze te determineren, overbodig maakte.